# 中共北方局宪政促进会旧址
中共北方局宪政促进会旧址，位于山西省长治市襄垣县西营镇西营村，是一处山西省文物保护单位。
2021年8月4日，中共北方局宪政促进会旧址公布为第六批山西省文物保护单位，年代为1940年，近现代重要史迹及代表性建筑类，编号6-338。